# Percina aurolineata
Percina aurolineata és una espècie de peix d'aigua dolça de la família dels pèrcids i de l'ordre dels perciformes. Poden assolir fins a 9 cm de longitud total.

## Distribució geogràfica
Viu a zones humides interiors dels rius de Geòrgia i Alabama a Nord-amèrica. La població n'esta minvant per la construcció de preses, la sobreexplotació de l'aigua i per la pol·lució per aigües residuals i efluents industrials, agrícoles i militars. Es considera com vulnerable.